# Крамон
Крамон (фр. Cramont) насеље је и општина у североисточној Француској у региону Пикардија, у департману Сома која припада префектури Абевил.
По подацима из 2011. године у општини је живело 303 становника, а густина насељености је износила 31,69 становника/km². Општина се простире на површини од 9,56 km². Налази се на средњој надморској висини од 88 метара (максималној 136 m, а минималној 70 m).

## Демографија
| 1962. | 1968. | 1975. | 1982. | 1990. | 1999. | 2011. |
| ----- | ----- | ----- | ----- | ----- | ----- | ----- |
| 327   | 337   | 297   | 269   | 262   | 262   | 303   |

График промене броја становника у току последњих година